# チェラス駅
チェラス駅 （チェラスえき、マレー語:Cheras） は、クアラルンプールにある、ラピドKL (RapidKL) アンパン線スリ・プタリン・ルートの駅。チェラスという駅名であるが、チェラス地区には位置していない。